# Павел Александрович
Княз Павел Алексанрович Романов е руски потомствен княз.

## Произход и ранни години
Той е шестият син на руския император Александър II и 8-ото му дете от неговата първа съпруга – императрица Мария Александровна. В чест на неговото раждане Коряковская станица в Казахстан получава статут на град, наречен Павлодар.
Павел Александрович постъпва в руската армия и се издига до генерал-адютант, но остава известен като галантен, религиозен и земен човек.

## Фамилия

### Първи брак
На 17 юни 1889 г. в Санкт Петербург Павел Александрович сключва брак с принцеса Александра Гръцка, правнучка на цар Николай I, а това означава, че Павел Александрович се оженил за дъщеря на свой братовчед. Тя му ражда 2 деца:
1. Княгиня Мария Павловна (1890 – 1958)
2. Княз Дмитри Павлович (1891 – 1941)

Александра Гръцка умира само няколко часа след раждането на Дмитри. Лекомислено скача в чакаща лодка на река Москва, което предизвиква преждевременно раждане. Детето се ражда часове след инцидента. Александра изпада в кома и повече не се събужда.

### Втори брак
През 1893 г. младият вдовец става близък с Олга Валериановна Карнович, която няма благороднически произход. Година по-късно иска разрешение от Николай II да се ожени за нея, но царят отказва и двойката се установява в Париж.
На 10 октомври 1902 г. те сключват брак в православната църква в Ливорно, Италия. Баварското правителство удостоява Олга с титлата графиня на Хоенфалзен през 1904 г., но бракът причинява скандал в руския царски двор. Павел е отстранен от неговите военни правомощия и цялата му собственост е конфискувана, а неговият брат княз Сергей е назначен за настойник на Мария и Дмитри.
В продължение на много години Павел Александрович живее в изгнание във Франция с Олга и техните 3 деца: Владимир, който става забележителен поет, и дъщерите му Ирина и Наталия. Все пак царят реабилитира Павел и той се завръща в Царское село. През 1915 г. царят удостоява Олга и децата им с титлите княз и княгиня Палей. Техните деца също стават княз Владимир Павлович Палей, княгиня Ирина Павловна и княгиня Наталия Павловна Палей.

## Първа световна война
По време на Първата световна война Павел е назначен за командващ на Първи корпус на Императорската гвардия, а по-късно е преместен по ново назначение в главната квартира на царя. През 1917 г. се опитва да убеди суверена да дари конституция, но опитите му се провалят. Въпреки това той е сред малкото членове на царското семейство, които остават близки с императрица Александра Фьодоровна през последните дни на стария режим.

## Арест и смърт
След като болшевиките завземат властта, Павел и негово семейство срещат ужасни несгоди. Цялото им имущество е конфискувано, живеят под непрестанен тормоз. През март 1918 г. синът му Владимир е изпратен в изгнание в Урал, където е екзекутиран на 18 юли 1918 г. в минните тунели близо до град Алапаевск.
През август 1918 г. Павел е арестуван и отведен в затвор в Санкт Петербург. Неговото здравословно състояние е доста лошо. Съпругата му прави всичко по силите си, за да го освободи. Нейните опити се оказват безполезни – на 29 януари 1919 г. Павел е преместен в Петропавловската крепост и през първите часове на деня е разстрелян заедно с братовчедите си княз Дмитрий Константинович, Николай Михайлович и Георги Михайлович. Погребани са в масов гроб. Болшевиките отказват на обезумялата от мъка принцеса Палей правото да погребе съпруга си. Телата на Павел и братовчедите му са открити през 2011 г.
Освен на Павлодар, княз Павел е патрон и на българския град Павел баня, който той посещава заедно с баща си, Царя Освободител Александър II по време на Руско-турската война. През 2018 г. в селището е издигнат негов паметник.